# Lobotos lobatus
El oruguero carunculado (Lobotos lobatus) es una especie de ave paseriforme de la familia Campephagidae que vive en África Occidental.

## Descripción
El oruguero carunculado mide unos 21 cm de largo. Tiene el plumaje de la cabeza negro que contrasta con la carúncula naranja que tienen los machos en la mejilla (la de las hembras en la base del pico es mucho más reducida). Su espalda es verde y su obispillo anaranjado. Su cola es negra con las plumas laterales amarillentas, y tiene las plumas de vuelo de las alas negras con los bordes amarillentos y anaranjados. Los machos tienen las partes inferiores anaranjadas, con el bajo vientre amarillento, mientras que las hembras tienen todas sus partes inferiores amarillentas. Su pico negro es corto, robusto y con la punta ligeramente curvada hacia abajo.

## Distribución y hábitat
Se encuentra en las selvas tropicales de Costa de Marfil, Ghana, Liberia y el sur de Guinea y Sierra Leona.